# Ekenäs skärgård
Ekenäs skärgård (finska: Tammisaaren saaristo) är ett stort skärgårdsområde i sydvästra Finland. Hela denna arkipelag, tidigare Ekenäs landskommun är numera en del av Raseborgs stad. Ekenäs skärgårds nationalpark i Ekenäs skärgård grundades 1989.  Nationalparken sträcker sig från det öppna havet ända in till Älgö, som representerar den inre skärgårdsnaturen. Parken omfattar inga fastlandsområden. Total areal är 52 kvadratkilometer.